# Parecis (microregio)
Parecis is een van de 22 microregio's van de Braziliaanse deelstaat Mato Grosso. Zij ligt in de mesoregio Norte Mato-Grossense en grenst aan Bolivia in het zuidwesten, de deelstaat Rondônia in het westen, de microregio's Aripuanã en Arinos in het noorden en Alto Teles Pires in het oosten en de mesoregio's Centro-Sul Mato-Grossense in het zuidoosten en Sudoeste Mato-Grossense in het zuiden. De microregio heeft een oppervlakte van ca. 59.224 km². Midden 2004 werd het inwoneraantal geschat op 76.940.
Vijf gemeenten behoren tot deze microregio:
- Campo Novo do Parecis
- Campos de Júlio
- Comodoro
- Diamantino
- Sapezal

Mesoregio's: Centro-Sul Mato-Grossense · Nordeste Mato-Grossense · Norte Mato-Grossense · Sudeste Mato-Grossense · Sudoeste Mato-Grossense

Microregio's: Alta Floresta · Alto Araguaia · Alto Guaporé · Alto Pantanal · Alto Paraguai · Alto Teles Pires · Arinos · Aripuanã · Canarana · Colíder · Cuiabá · Jauru · Médio Araguaia · Norte Araguaia · Paranatinga · Parecis · Primavera do Leste · Rondonópolis · Rosário Oeste · Sinop · Tangará da Serra · Tesouro